# Закриничье (Житомирская область)
Закриничье (укр. Закриниччя) — село на Украине, находится в Барановском районе Житомирской области.
Код КОАТУУ — 1820684204. Население по переписи 2001 года составляет 265 человек. Почтовый индекс — 12711. Телефонный код — 4144. Занимает площадь 21,3 км².

## Адрес местного совета
12710, Житомирская область, Барановский р-н, с.Мокрое